# Llista de topònims de Mas de Barberans
Llista de topònims (noms propis de lloc) del municipi de Mas de Barberans, al Montsià
Informació actualitzada per un bot. Els canvis manuals es perdran quan s'actualitzi!

## cabana
| imatge | Nom                      | Ubicat a         | instància de | Detalls                     | coordenades                                                                  | Protecció                                  | Commons (més fotos) | Dades a WD                    |
| ------ | ------------------------ | ---------------- | ------------ | --------------------------- | ---------------------------------------------------------------------------- | ------------------------------------------ | ------------------- | ----------------------------- |
|        | caseta de Querol         | Mas de Barberans | cabana       |                             | 40° 41′ 39″ N, 0° 21′ 43″ E / 40.6940800395415°N,0.361957424415992°E         |                                            |                     | Modifica les dades a Wikidata |
|        | caseta de Tonet d'Elvira | Mas de Barberans | cabana       |                             | 40° 42′ 22″ N, 0° 21′ 27″ E / 40.706005653568°N,0.357628029776062°E          |                                            |                     | Modifica les dades a Wikidata |
|        | caseta de camp           | Mas de Barberans | cabana       | Estil: arquitectura popular | 40° 43′ 43″ N, 0° 24′ 17″ E / 40.728574°N,0.404618°E                         | bé integrant del patrimoni cultural català |                     | Modifica les dades a Wikidata |
|        | caseta del Banero        | Mas de Barberans | cabana       |                             | 40° 39′ 45″ N, 0° 21′ 11″ E / 40.6624524628014°N,0.353174345939721°E         |                                            |                     | Modifica les dades a Wikidata |
|        | corral d'Arturo          | Mas de Barberans | cabana       |                             | 40° 44′ 07″ N, 0° 24′ 52″ E / 40.7353316337314°N,0.414394889455992°E         |                                            |                     | Modifica les dades a Wikidata |
|        | corral d'Ullades         | Mas de Barberans | cabana       |                             | 40° 43′ 32″ N, 0° 23′ 49″ E / 40.7256088795307°N,0.397000234169656°E         |                                            |                     | Modifica les dades a Wikidata |
|        | corral de Cirilo         | Mas de Barberans | cabana       |                             | 40° 43′ 35″ N, 0° 19′ 37″ E / 40.7264278354364°N,0.326865579078309°E         |                                            |                     | Modifica les dades a Wikidata |
|        | corral de Gorra          | Mas de Barberans | cabana       |                             | 40° 44′ 56″ N, 0° 23′ 10″ E / 40.7489516829833°N,0.386069813897729°E         |                                            |                     | Modifica les dades a Wikidata |
|        | corral de Julian d'Anton | Mas de Barberans | cabana       |                             | 40° 43′ 17″ N, 0° 22′ 56″ E / 40.7212579169891°N,0.38225296698549°E          |                                            |                     | Modifica les dades a Wikidata |
|        | corral de Paco d'Eulògio | Mas de Barberans | cabana       |                             | 40° 43′ 35″ N, 0° 23′ 29″ E / 40.7265089413674°N,0.391388625473809°E         |                                            |                     | Modifica les dades a Wikidata |
|        | corral de Sebastià       | Mas de Barberans | cabana       |                             | 40° 43′ 57″ N, 0° 24′ 38″ E / 40.7324693030009°N,0.410468050135025°E         |                                            |                     | Modifica les dades a Wikidata |
|        | corral de Valentí        | Mas de Barberans | cabana       |                             | 40° 44′ 24″ N, 0° 22′ 29″ E / 40.7400845471436°N,0.374788219796191°E         |                                            |                     | Modifica les dades a Wikidata |
|        | corral de la Milieta     | Mas de Barberans | cabana       |                             | 40° 42′ 02″ N, 0° 21′ 23″ E / 40.7005570412779°N,0.356482466540466°E         |                                            |                     | Modifica les dades a Wikidata |
|        | corral de la Mola        | Mas de Barberans | cabana       |                             | 40° 43′ 44″ N, 0° 19′ 00″ E / 40.7289741855779°N,0.316664032124839°E         |                                            |                     | Modifica les dades a Wikidata |
|        | corral de les Sorts      | Mas de Barberans | cabana       |                             | 40° 42′ 12″ N, 0° 19′ 16″ E / 40.7032960394245°N,0.320985848878855°E         |                                            |                     | Modifica les dades a Wikidata |
|        | corral del Cacauero      | Mas de Barberans | cabana       |                             | 40° 44′ 05″ N, 0° 23′ 30″ E / 40.7347212203965°N,0.391683416816467°E         |                                            |                     | Modifica les dades a Wikidata |
|        | corral del Carrover      | Mas de Barberans | cabana       |                             | 40° 42′ 41″ N, 0° 20′ 45″ E / 40.711320452302°N,0.34597086264853°E           |                                            |                     | Modifica les dades a Wikidata |
|        | corral del Coll del Pi   | Mas de Barberans | cabana       |                             | 40° 42′ 40″ N, 0° 19′ 27″ E / 40.7111811949414°N,0.324256200877665°E         |                                            |                     | Modifica les dades a Wikidata |
|        | corral del Frare         | Mas de Barberans | cabana       |                             | 40° 43′ 15″ N, 0° 23′ 37″ E / 40.7209576188912°N,0.393653609389195°E         |                                            |                     | Modifica les dades a Wikidata |
|        | corral del Manescalet    | Mas de Barberans | cabana       |                             | 40° 44′ 00″ N, 0° 22′ 03″ E / 40.7332965198412°N,0.367429679831669°E         |                                            |                     | Modifica les dades a Wikidata |
|        | corral del Moni          | Mas de Barberans | cabana       |                             | 40° 43′ 00″ N, 0° 23′ 35″ E / 40.7166189604486°N,0.392982441130036°E         |                                            |                     | Modifica les dades a Wikidata |
|        | corral del Regino        | Mas de Barberans | cabana       |                             | 40° 42′ 32″ N, 0° 22′ 14″ E / 40.7090091992758°N,0.370422942167973°E         |                                            |                     | Modifica les dades a Wikidata |
|        | corral del Requino       | Mas de Barberans | cabana       |                             | 40° 42′ 33″ N, 0° 22′ 32″ E / 40.709297149865°N,0.37564254299548°E           |                                            |                     | Modifica les dades a Wikidata |
|        | corral del Toniet        | Mas de Barberans | cabana       |                             | 40° 43′ 02″ N, 0° 21′ 15″ E / 40.717310552291°N,0.354126561445416°E 366 msnm |                                            | Corral del Toniet   | Modifica les dades a Wikidata |
|        | corral del Xivano        | Mas de Barberans | cabana       |                             | 40° 40′ 19″ N, 0° 21′ 16″ E / 40.6718789429315°N,0.354564041478639°E         |                                            |                     | Modifica les dades a Wikidata |
|        | la Barraqueta            | Mas de Barberans | cabana       |                             | 40° 44′ 47″ N, 0° 20′ 58″ E / 40.7464385210319°N,0.349359489791686°E         |                                            |                     | Modifica les dades a Wikidata |
|        | la Torrassa              | Mas de Barberans | cabana       |                             | 40° 42′ 21″ N, 0° 20′ 54″ E / 40.7057449415472°N,0.348228728189571°E         |                                            |                     | Modifica les dades a Wikidata |

## casa
| imatge | Nom               | Ubicat a         | instància de | Detalls                                  | coordenades                                                                                       | Protecció                                  | Commons (més fotos) | Dades a WD                    |
| ------ | ----------------- | ---------------- | ------------ | ---------------------------------------- | ------------------------------------------------------------------------------------------------- | ------------------------------------------ | ------------------- | ----------------------------- |
|        | Casa Damianet     | Mas de Barberans | casa         | Estil: arquitectura popular 18th century | 40° 44′ 01″ N, 0° 22′ 24″ E / 40.733623°N,0.373211°E ca:C. Major, 37 345 msnm                     | bé integrant del patrimoni cultural català | Casa Damianet       | Modifica les dades a Wikidata |
|        | casa el Cacahuero | Mas de Barberans | casa         | Estil: arquitectura popular 19th century | 40° 44′ 05″ N, 0° 22′ 25″ E / 40.7347°N,0.373667°E ca:C. Major, 28 - c. Santa Teresa, 23 345 msnm | bé integrant del patrimoni cultural català | Casa el Cacahuero   | Modifica les dades a Wikidata |

## cova
| imatge | Nom                        | Ubicat a         | instància de | Detalls | coordenades                                                          | Protecció | Commons (més fotos) | Dades a WD                    |
| ------ | -------------------------- | ---------------- | ------------ | ------- | -------------------------------------------------------------------- | --------- | ------------------- | ----------------------------- |
|        | Cova Cabridera             | Mas de Barberans | cova         |         | 40° 44′ 28″ N, 0° 20′ 15″ E / 40.7410963310939°N,0.337587353617527°E |           |                     | Modifica les dades a Wikidata |
|        | Cova Roja                  | Mas de Barberans | cova         |         | 40° 44′ 42″ N, 0° 21′ 42″ E / 40.7451294609307°N,0.361799269162273°E |           |                     | Modifica les dades a Wikidata |
|        | Coveta Roja                | Mas de Barberans | cova         |         | 40° 42′ 22″ N, 0° 19′ 50″ E / 40.7061397591885°N,0.33058919070668°E  |           |                     | Modifica les dades a Wikidata |
|        | Forat Roig                 | Mas de Barberans | cova         |         | 40° 44′ 30″ N, 0° 19′ 43″ E / 40.741549171509°N,0.32873491156471°E   |           |                     | Modifica les dades a Wikidata |
|        | cova d'en Marc             | Mas de Barberans | cova         |         | 40° 44′ 51″ N, 0° 19′ 55″ E / 40.747455°N,0.33188°E                  |           | Cova d'en Marc      | Modifica les dades a Wikidata |
|        | cova de l'Airosa           | Mas de Barberans | cova         |         | 40° 45′ 02″ N, 0° 20′ 26″ E / 40.7504680863504°N,0.340505928565564°E |           |                     | Modifica les dades a Wikidata |
|        | cova de l'Erossa           | Mas de Barberans | cova         |         | 40° 45′ 10″ N, 0° 19′ 53″ E / 40.75284220886°N,0.331374036952387°E   |           |                     | Modifica les dades a Wikidata |
|        | cova de l'Hospitalà        | Mas de Barberans | cova         |         | 40° 42′ 14″ N, 0° 22′ 46″ E / 40.703979242535°N,0.379355668815956°E  |           |                     | Modifica les dades a Wikidata |
|        | cova de la Cabra           | Mas de Barberans | cova         |         | 40° 44′ 15″ N, 0° 20′ 07″ E / 40.737608463881°N,0.335156878913651°E  |           |                     | Modifica les dades a Wikidata |
|        | cova de la Mola            | Mas de Barberans | cova         |         | 40° 44′ 14″ N, 0° 19′ 09″ E / 40.7372808751195°N,0.319077286549365°E |           |                     | Modifica les dades a Wikidata |
|        | cova de les Carroveres     | Mas de Barberans | cova         |         | 40° 43′ 36″ N, 0° 19′ 15″ E / 40.7266579241269°N,0.320865496531422°E |           |                     | Modifica les dades a Wikidata |
|        | cova dels Pallers          | Mas de Barberans | cova         |         | 40° 44′ 26″ N, 0° 18′ 26″ E / 40.7406601314998°N,0.307158592446826°E |           |                     | Modifica les dades a Wikidata |
|        | la Mallada de les Figueres | Mas de Barberans | cova         |         | 40° 43′ 14″ N, 0° 18′ 11″ E / 40.7204666229253°N,0.302941757947976°E |           |                     | Modifica les dades a Wikidata |

## font
| imatge | Nom           | Ubicat a         | instància de | Detalls | coordenades                                                          | Protecció | Commons (més fotos) | Dades a WD                    |
| ------ | ------------- | ---------------- | ------------ | ------- | -------------------------------------------------------------------- | --------- | ------------------- | ----------------------------- |
|        | font Joana    | Mas de Barberans | font         |         | 40° 42′ 24″ N, 0° 19′ 15″ E / 40.7067270664256°N,0.320954788833151°E |           |                     | Modifica les dades a Wikidata |
|        | font d'Alfara | Mas de Barberans | font         |         | 40° 42′ 45″ N, 0° 20′ 17″ E / 40.7125934545578°N,0.338191166695443°E |           |                     | Modifica les dades a Wikidata |

## granja
| imatge | Nom                       | Ubicat a         | instància de | Detalls | coordenades                                                          | Protecció | Commons (més fotos) | Dades a WD                    |
| ------ | ------------------------- | ---------------- | ------------ | ------- | -------------------------------------------------------------------- | --------- | ------------------- | ----------------------------- |
|        | Granja d'en Panxo         | Mas de Barberans | granja       |         | 40° 43′ 54″ N, 0° 22′ 39″ E / 40.7316494491174°N,0.377369718379591°E |           |                     | Modifica les dades a Wikidata |
|        | Granja d'en Riteta        | Mas de Barberans | granja       |         | 40° 44′ 08″ N, 0° 22′ 31″ E / 40.7355914211248°N,0.37524915840724°E  |           |                     | Modifica les dades a Wikidata |
|        | Granja de Joan del Moreno | Mas de Barberans | granja       |         | 40° 43′ 15″ N, 0° 22′ 01″ E / 40.720807312184°N,0.36690321225943°E   |           |                     | Modifica les dades a Wikidata |
|        | Granja de Mandúria        | Mas de Barberans | granja       |         | 40° 43′ 11″ N, 0° 21′ 41″ E / 40.7198016366617°N,0.361426917693292°E |           |                     | Modifica les dades a Wikidata |
|        | Granja del Regino         | Mas de Barberans | granja       |         | 40° 43′ 55″ N, 0° 21′ 54″ E / 40.7319439199823°N,0.364996488822245°E |           |                     | Modifica les dades a Wikidata |

## masia
| imatge | Nom                       | Ubicat a         | instància de | Detalls | coordenades                                                          | Protecció | Commons (més fotos) | Dades a WD                    |
| ------ | ------------------------- | ---------------- | ------------ | ------- | -------------------------------------------------------------------- | --------- | ------------------- | ----------------------------- |
|        | Casa d'Aubenets           | Mas de Barberans | masia        |         | 40° 43′ 25″ N, 0° 24′ 28″ E / 40.7237377499209°N,0.407906102326765°E |           |                     | Modifica les dades a Wikidata |
|        | Casa del Colltort         | Mas de Barberans | masia        |         | 40° 43′ 42″ N, 0° 22′ 11″ E / 40.7282772318895°N,0.369699630998417°E |           |                     | Modifica les dades a Wikidata |
|        | Caseta d'Anguera          | Mas de Barberans | masia        |         | 40° 41′ 07″ N, 0° 21′ 37″ E / 40.6853872375709°N,0.360348107848791°E |           |                     | Modifica les dades a Wikidata |
|        | Caseta d'Espalta          | Mas de Barberans | masia        |         | 40° 43′ 02″ N, 0° 22′ 23″ E / 40.7172552114004°N,0.372986767353754°E |           |                     | Modifica les dades a Wikidata |
|        | Caseta d'Espelta          | Mas de Barberans | masia        |         | 40° 43′ 13″ N, 0° 23′ 58″ E / 40.7203322121393°N,0.399467116375464°E |           |                     | Modifica les dades a Wikidata |
|        | Caseta de Botins          | Mas de Barberans | masia        |         | 40° 42′ 25″ N, 0° 21′ 39″ E / 40.7068281039312°N,0.36089779776872°E  |           |                     | Modifica les dades a Wikidata |
|        | Caseta de Cabossa         | Mas de Barberans | masia        |         | 40° 43′ 34″ N, 0° 25′ 52″ E / 40.7261756879456°N,0.431123845482812°E |           |                     | Modifica les dades a Wikidata |
|        | Caseta de Castanyer       | Mas de Barberans | masia        |         | 40° 42′ 46″ N, 0° 22′ 29″ E / 40.7127466926096°N,0.374750291481412°E |           |                     | Modifica les dades a Wikidata |
|        | Caseta de Citró           | Mas de Barberans | masia        |         | 40° 42′ 03″ N, 0° 21′ 07″ E / 40.7008750496808°N,0.351889690858689°E |           |                     | Modifica les dades a Wikidata |
|        | Caseta de Colau           | Mas de Barberans | masia        |         | 40° 41′ 58″ N, 0° 20′ 15″ E / 40.6994874085431°N,0.337387792611766°E |           |                     | Modifica les dades a Wikidata |
|        | Caseta de Don Paco        | Mas de Barberans | masia        |         | 40° 40′ 39″ N, 0° 20′ 57″ E / 40.6775203650985°N,0.34919441639538°E  |           |                     | Modifica les dades a Wikidata |
|        | Caseta de Gasos           | Mas de Barberans | masia        |         | 40° 40′ 31″ N, 0° 21′ 59″ E / 40.6753914725195°N,0.366362205267635°E |           |                     | Modifica les dades a Wikidata |
|        | Caseta de Guilano         | Mas de Barberans | masia        |         | 40° 42′ 07″ N, 0° 22′ 49″ E / 40.7019287486419°N,0.380288236346261°E |           |                     | Modifica les dades a Wikidata |
|        | Caseta de Mandúria        | Mas de Barberans | masia        |         | 40° 42′ 47″ N, 0° 24′ 25″ E / 40.7130079103666°N,0.407008598338786°E |           |                     | Modifica les dades a Wikidata |
|        | Caseta de Manxoret        | Mas de Barberans | masia        |         | 40° 43′ 23″ N, 0° 25′ 04″ E / 40.723033915117°N,0.417890147864819°E  |           |                     | Modifica les dades a Wikidata |
|        | Caseta de Misèria         | Mas de Barberans | masia        |         | 40° 44′ 53″ N, 0° 19′ 30″ E / 40.7479948851405°N,0.325089586852737°E |           |                     | Modifica les dades a Wikidata |
|        | Caseta de Màxim           | Mas de Barberans | masia        |         | 40° 43′ 44″ N, 0° 19′ 17″ E / 40.7288883863519°N,0.321498222402533°E |           |                     | Modifica les dades a Wikidata |
|        | Caseta de Noves           | Mas de Barberans | masia        |         | 40° 40′ 36″ N, 0° 21′ 33″ E / 40.6766029996518°N,0.359074024216665°E |           |                     | Modifica les dades a Wikidata |
|        | Caseta de Panolla         | Mas de Barberans | masia        |         | 40° 41′ 20″ N, 0° 21′ 25″ E / 40.6889383765997°N,0.356906478044456°E |           |                     | Modifica les dades a Wikidata |
|        | Caseta de Petarra         | Mas de Barberans | masia        |         | 40° 40′ 01″ N, 0° 21′ 04″ E / 40.6670629749962°N,0.351158430968175°E |           |                     | Modifica les dades a Wikidata |
|        | Caseta de Pinsà           | Mas de Barberans | masia        |         | 40° 42′ 35″ N, 0° 22′ 44″ E / 40.7096965888156°N,0.378859140857361°E |           |                     | Modifica les dades a Wikidata |
|        | Caseta de Poi             | Mas de Barberans | masia        |         | 40° 43′ 24″ N, 0° 23′ 43″ E / 40.723251664086°N,0.39522046962559°E   |           |                     | Modifica les dades a Wikidata |
|        | Caseta de Ruer            | Mas de Barberans | masia        |         | 40° 41′ 00″ N, 0° 21′ 28″ E / 40.6834531775751°N,0.357703093631091°E |           |                     | Modifica les dades a Wikidata |
|        | Caseta de Rumbert         | Mas de Barberans | masia        |         | 40° 40′ 54″ N, 0° 20′ 29″ E / 40.6817375646372°N,0.34144310433148°E  |           |                     | Modifica les dades a Wikidata |
|        | Caseta de Teresa Arasa    | Mas de Barberans | masia        |         | 40° 40′ 21″ N, 0° 20′ 51″ E / 40.6724488615501°N,0.347609071732312°E |           |                     | Modifica les dades a Wikidata |
|        | Caseta de Tinconte        | Mas de Barberans | masia        |         | 40° 40′ 24″ N, 0° 21′ 10″ E / 40.673456766086°N,0.352667945593197°E  |           |                     | Modifica les dades a Wikidata |
|        | Caseta de Xaco            | Mas de Barberans | masia        |         | 40° 43′ 13″ N, 0° 23′ 11″ E / 40.7201595966159°N,0.386250114481429°E |           |                     | Modifica les dades a Wikidata |
|        | Caseta de l'Auto          | Mas de Barberans | masia        |         | 40° 42′ 02″ N, 0° 21′ 35″ E / 40.7006405055561°N,0.35973381515815°E  |           |                     | Modifica les dades a Wikidata |
|        | Caseta de l'Estanquer     | Mas de Barberans | masia        |         | 40° 43′ 18″ N, 0° 22′ 16″ E / 40.7216172799098°N,0.371122204880287°E |           |                     | Modifica les dades a Wikidata |
|        | Caseta de la Metgessa     | Mas de Barberans | masia        |         | 40° 43′ 33″ N, 0° 24′ 48″ E / 40.725876304321°N,0.413292991679734°E  |           |                     | Modifica les dades a Wikidata |
|        | Caseta del Baconer        | Mas de Barberans | masia        |         | 40° 43′ 07″ N, 0° 21′ 25″ E / 40.7186826589982°N,0.357008093434364°E |           |                     | Modifica les dades a Wikidata |
|        | Caseta del Bo             | Mas de Barberans | masia        |         | 40° 40′ 12″ N, 0° 20′ 56″ E / 40.669952421633°N,0.34879583985677°E   |           |                     | Modifica les dades a Wikidata |
|        | Caseta del Cadirer        | Mas de Barberans | masia        |         | 40° 42′ 36″ N, 0° 19′ 23″ E / 40.7100384507328°N,0.323141979026483°E |           |                     | Modifica les dades a Wikidata |
|        | Caseta del Coll del Pi    | Mas de Barberans | masia        |         | 40° 42′ 39″ N, 0° 19′ 28″ E / 40.7107615406317°N,0.324415053704912°E |           |                     | Modifica les dades a Wikidata |
|        | Caseta del Damianet       | Mas de Barberans | masia        |         | 40° 41′ 30″ N, 0° 22′ 23″ E / 40.6917849696415°N,0.373088693924855°E |           |                     | Modifica les dades a Wikidata |
|        | Caseta del Fideuer        | Mas de Barberans | masia        |         | 40° 40′ 22″ N, 0° 21′ 21″ E / 40.67281486261°N,0.35578040177581°E    |           |                     | Modifica les dades a Wikidata |
|        | Caseta del Maravillo      | Mas de Barberans | masia        |         | 40° 43′ 16″ N, 0° 25′ 17″ E / 40.721136535171°N,0.42134808932873°E   |           |                     | Modifica les dades a Wikidata |
|        | Caseta del Pausac         | Mas de Barberans | masia        |         | 40° 43′ 31″ N, 0° 23′ 02″ E / 40.7252927662452°N,0.383823338597234°E |           |                     | Modifica les dades a Wikidata |
|        | Caseta del Primentons     | Mas de Barberans | masia        |         | 40° 42′ 50″ N, 0° 23′ 55″ E / 40.7139726468883°N,0.398649367116355°E |           |                     | Modifica les dades a Wikidata |
|        | Caseta del Rossí          | Mas de Barberans | masia        |         | 40° 42′ 49″ N, 0° 24′ 12″ E / 40.7135736660786°N,0.403328861275236°E |           |                     | Modifica les dades a Wikidata |
|        | Caseta del Rumbet         | Mas de Barberans | masia        |         | 40° 42′ 51″ N, 0° 23′ 20″ E / 40.7142389721195°N,0.388908522344005°E |           |                     | Modifica les dades a Wikidata |
|        | Caseta del Sabater        | Mas de Barberans | masia        |         | 40° 43′ 00″ N, 0° 21′ 24″ E / 40.7165692871074°N,0.356760271237144°E |           |                     | Modifica les dades a Wikidata |
|        | Caseta del Sifonero       | Mas de Barberans | masia        |         | 40° 42′ 58″ N, 0° 24′ 53″ E / 40.7162053417582°N,0.414626467673496°E |           |                     | Modifica les dades a Wikidata |
|        | Caseta dels Alquers       | Mas de Barberans | masia        |         | 40° 44′ 16″ N, 0° 18′ 02″ E / 40.737766073858°N,0.300490139251071°E  |           |                     | Modifica les dades a Wikidata |
|        | Caseta dels Peters        | Mas de Barberans | masia        |         | 40° 41′ 54″ N, 0° 22′ 44″ E / 40.6984097733149°N,0.378828501022492°E |           |                     | Modifica les dades a Wikidata |
|        | Casetes de l'Arramblat    | Mas de Barberans | masia        |         | 40° 41′ 08″ N, 0° 21′ 49″ E / 40.68560291258°N,0.36355730024421°E    |           |                     | Modifica les dades a Wikidata |
|        | Casetes del Gavatxet      | Mas de Barberans | masia        |         | 40° 41′ 53″ N, 0° 20′ 34″ E / 40.6980442639583°N,0.342770866314875°E |           |                     | Modifica les dades a Wikidata |
|        | Corral de la Xurra        | Mas de Barberans | masia        |         | 40° 43′ 26″ N, 0° 20′ 35″ E / 40.723864453911°N,0.3431044597368°E    |           |                     | Modifica les dades a Wikidata |
|        | Mas de Calçons            | Mas de Barberans | masia        |         | 40° 42′ 07″ N, 0° 22′ 18″ E / 40.7020288433515°N,0.371620825000997°E |           |                     | Modifica les dades a Wikidata |
|        | Mas de la Figuera         | Mas de Barberans | masia        |         | 40° 41′ 42″ N, 0° 21′ 47″ E / 40.6950781670627°N,0.363065936420836°E |           |                     | Modifica les dades a Wikidata |
|        | Mas del Safraner          | Mas de Barberans | masia        |         | 40° 42′ 38″ N, 0° 23′ 32″ E / 40.710572540891°N,0.39216392039892°E   |           |                     | Modifica les dades a Wikidata |
|        | Maset de Juanito Bonfill  | Mas de Barberans | masia        |         | 40° 42′ 59″ N, 0° 21′ 04″ E / 40.7164693201648°N,0.351224092246269°E |           |                     | Modifica les dades a Wikidata |
|        | Maset del Godellenc       | Mas de Barberans | masia        |         | 40° 45′ 00″ N, 0° 23′ 22″ E / 40.7499375258809°N,0.389430380111616°E |           |                     | Modifica les dades a Wikidata |
|        | Masia de Bessolí          | Mas de Barberans | masia        |         | 40° 42′ 07″ N, 0° 23′ 28″ E / 40.7019748807335°N,0.391068448885428°E |           |                     | Modifica les dades a Wikidata |
|        | Masia de Pepito la Mestra | Mas de Barberans | masia        |         | 40° 41′ 32″ N, 0° 22′ 39″ E / 40.692225644224°N,0.37749629067622°E   |           |                     | Modifica les dades a Wikidata |
|        | Masia de Valls            | Mas de Barberans | masia        |         | 40° 40′ 05″ N, 0° 21′ 21″ E / 40.6681048764723°N,0.355742440560146°E |           |                     | Modifica les dades a Wikidata |
|        | la Torrasa                | Mas de Barberans | masia        |         | 40° 42′ 21″ N, 0° 20′ 54″ E / 40.7057449415472°N,0.348228728189571°E |           |                     | Modifica les dades a Wikidata |

## muntanya
| imatge | Nom                       | Ubicat a                  | instància de | Detalls | coordenades                                                                               | Protecció | Commons (més fotos)               | Dades a WD                    |
| ------ | ------------------------- | ------------------------- | ------------ | ------- | ----------------------------------------------------------------------------------------- | --------- | --------------------------------- | ----------------------------- |
|        | Castell de l'Airosa       | Mas de Barberans          | muntanya     |         | 40° 45′ 42″ N, 0° 20′ 12″ E / 40.7617°N,0.336667°E ports de Tortosa-Beseit 953.8 msnm     |           | Castell de l'Airosa               | Modifica les dades a Wikidata |
|        | Flaret                    | Mas de Barberans          | muntanya     |         | 40° 43′ 45″ N, 0° 21′ 02″ E / 40.729297°N,0.350497°E 704 msnm                             |           | Flaret                            | Modifica les dades a Wikidata |
|        | Los Castellets            | Mas de Barberans          | muntanya     |         | 40° 43′ 33″ N, 0° 21′ 24″ E / 40.725775°N,0.35653333°E 577 msnm                           |           | Los Castellets (Mas de Barberans) | Modifica les dades a Wikidata |
|        | Mola Cantando             | Mas de Barberans Roquetes | muntanya     |         | 40° 45′ 36″ N, 0° 22′ 17″ E / 40.76000556°N,0.37144167°E ports de Tortosa-Beseit 607 msnm |           | Mola Cantando                     | Modifica les dades a Wikidata |
|        | Mola Extremera            | Mas de Barberans          | muntanya     |         | 40° 44′ 33″ N, 0° 19′ 02″ E / 40.7425°N,0.317186°E 1001.5 msnm                            |           |                                   | Modifica les dades a Wikidata |
|        | Mola de la Bóta           | Mas de Barberans la Sénia | muntanya     |         | 40° 44′ 57″ N, 0° 17′ 30″ E / 40.74911389°N,0.2917°E 1343.3 msnm                          |           |                                   | Modifica les dades a Wikidata |
|        | Mola de la Cabra          | Mas de Barberans          | muntanya     |         | 40° 44′ 09″ N, 0° 19′ 20″ E / 40.7359°N,0.322253°E 795.6 msnm                             |           |                                   | Modifica les dades a Wikidata |
|        | Mola de les Carroveres    | Mas de Barberans          | muntanya     |         | 40° 43′ 42″ N, 0° 18′ 28″ E / 40.72832222°N,0.30775833°E 842.2 msnm                       |           |                                   | Modifica les dades a Wikidata |
|        | Mola del Boix             | Mas de Barberans la Sénia | muntanya     |         | 40° 44′ 17″ N, 0° 16′ 50″ E / 40.73804167°N,0.28058889°E 1221.8 msnm                      |           |                                   | Modifica les dades a Wikidata |
|        | Mola del Boix             | Mas de Barberans          | muntanya     |         | 40° 42′ 59″ N, 0° 19′ 15″ E / 40.7164°N,0.320731°E 904.5 msnm                             |           |                                   | Modifica les dades a Wikidata |
|        | Mola del Cocó d'Extremera | Mas de Barberans          | muntanya     |         | 40° 44′ 39″ N, 0° 18′ 21″ E / 40.74423889°N,0.30591944°E 996.4 msnm                       |           |                                   | Modifica les dades a Wikidata |
|        | Mola el Fonollar          | Mas de Barberans          | muntanya     |         | 40° 43′ 59″ N, 0° 20′ 40″ E / 40.7331°N,0.344461°E 780.8 msnm                             |           |                                   | Modifica les dades a Wikidata |
|        | Moles del Roldorar        | Mas de Barberans Roquetes | muntanya     |         | 40° 45′ 31″ N, 0° 21′ 05″ E / 40.7587°N,0.351409°E 796.3 msnm                             |           |                                   | Modifica les dades a Wikidata |
|        | Moleta de les Banyes      | Mas de Barberans          | muntanya     |         | 40° 42′ 49″ N, 0° 20′ 01″ E / 40.7137°N,0.333587°E 736.9 msnm                             |           |                                   | Modifica les dades a Wikidata |
|        | Morral d'en Bru           | Mas de Barberans          | muntanya     |         | 40° 43′ 48″ N, 0° 18′ 07″ E / 40.7301°N,0.302003°E 908.6 msnm                             |           |                                   | Modifica les dades a Wikidata |
|        | Punta de la Llobatera     | Mas de Barberans          | muntanya     |         | 40° 44′ 07″ N, 0° 20′ 32″ E / 40.73525861°N,0.34232778°E 786.1 msnm                       |           |                                   | Modifica les dades a Wikidata |
|        | Roca Blanca               | Mas de Barberans          | muntanya     |         | 40° 44′ 47″ N, 0° 20′ 39″ E / 40.74627222°N,0.34423056°E 765.8 msnm                       |           |                                   | Modifica les dades a Wikidata |
|        | Roca Bruna                | Mas de Barberans          | muntanya     |         | 40° 44′ 44″ N, 0° 17′ 48″ E / 40.7456°N,0.296581°E 1116.8 msnm                            |           |                                   | Modifica les dades a Wikidata |
|        | Roca de l'Àliga           | Mas de Barberans          | muntanya     |         | 40° 42′ 04″ N, 0° 19′ 51″ E / 40.70119472°N,0.33087222°E 612.6 msnm                       |           |                                   | Modifica les dades a Wikidata |
|        | Tossal de Roses           | Mas de Barberans la Sénia | muntanya     |         | 40° 41′ 17″ N, 0° 19′ 48″ E / 40.6881°N,0.330028°E 491.4 msnm                             |           |                                   | Modifica les dades a Wikidata |
|        | la Joca                   | Mas de Barberans          | muntanya     |         | 40° 44′ 52″ N, 0° 18′ 08″ E / 40.74783611°N,0.302175°E 1106.1 msnm                        |           |                                   | Modifica les dades a Wikidata |
|        | la Petarra                | Mas de Barberans la Sénia | muntanya     |         | 40° 41′ 33″ N, 0° 19′ 13″ E / 40.6924°N,0.320264°E 606.6 msnm                             |           |                                   | Modifica les dades a Wikidata |
|        | la Portella del Pinell    | Mas de Barberans la Sénia | muntanya     |         | 40° 42′ 46″ N, 0° 18′ 23″ E / 40.712783°N,0.306421°E 1098 msnm                            |           |                                   | Modifica les dades a Wikidata |
|        | la Selleta                | Mas de Barberans          | muntanya     |         | 40° 42′ 35″ N, 0° 18′ 29″ E / 40.7096°N,0.308161°E 1010.7 msnm                            |           |                                   | Modifica les dades a Wikidata |
|        | punta de la Font d'Alfara | Mas de Barberans          | muntanya     |         | 40° 42′ 49″ N, 0° 20′ 15″ E / 40.7135°N,0.337581°E 772.4 msnm                             |           |                                   | Modifica les dades a Wikidata |

## pont
| imatge | Nom                | Ubicat a         | instància de | Detalls                     | coordenades                                                          | Protecció                                  | Commons (més fotos) | Dades a WD                    |
| ------ | ------------------ | ---------------- | ------------ | --------------------------- | -------------------------------------------------------------------- | ------------------------------------------ | ------------------- | ----------------------------- |
|        | Pont de Bessolí    | Mas de Barberans | pont         |                             | 40° 42′ 11″ N, 0° 23′ 35″ E / 40.7031455109482°N,0.39304662594989°E  |                                            |                     | Modifica les dades a Wikidata |
|        | Pont de la Rambla  | Mas de Barberans | pont         |                             | 40° 42′ 56″ N, 0° 21′ 12″ E / 40.7155282880405°N,0.35339220552368°E  |                                            |                     | Modifica les dades a Wikidata |
|        | Pont de les Canals | Mas de Barberans | pont         |                             | 40° 44′ 11″ N, 0° 21′ 41″ E / 40.7363290430493°N,0.361389340408962°E |                                            |                     | Modifica les dades a Wikidata |
|        | Pont del Cubilar   | Mas de Barberans | pont         | Estil: arquitectura popular | 40° 43′ 40″ N, 0° 22′ 04″ E / 40.727796°N,0.367691°E                 | bé integrant del patrimoni cultural català |                     | Modifica les dades a Wikidata |
|        | Pont del Trillador | Mas de Barberans | pont         |                             | 40° 44′ 19″ N, 0° 25′ 22″ E / 40.7385574826818°N,0.422902661342237°E |                                            |                     | Modifica les dades a Wikidata |

## serra
| imatge | Nom                   | Ubicat a                  | instància de | Detalls | coordenades                                                                | Protecció | Commons (més fotos) | Dades a WD                    |
| ------ | --------------------- | ------------------------- | ------------ | ------- | -------------------------------------------------------------------------- | --------- | ------------------- | ----------------------------- |
|        | Moles de Raudorar     | Roquetes Mas de Barberans | serra        |         | 40° 45′ 27″ N, 0° 20′ 43″ E / 40.757475°N,0.34515278°E 786.9 msnm          |           |                     | Modifica les dades a Wikidata |
|        | la Mallada del Pinell | Mas de Barberans la Sénia | serra        |         | 40° 42′ 12″ N, 0° 18′ 15″ E / 40.7032°N,0.304247°E 863.3 msnm              |           |                     | Modifica les dades a Wikidata |
|        | los Curullons         | Mas de Barberans Roquetes | serra        |         | 40° 44′ 40″ N, 0° 18′ 49″ E / 40.7445°N,0.313708°E ports de Tortosa-Beseit |           | Los Curullons       | Modifica les dades a Wikidata |

## Misc
| imatge | Nom                                   | Ubicat a                                                                                                 | instància de                                   | Detalls                                  | coordenades                                                                                               | Protecció                                  | Commons (més fotos)           | Dades a WD                    |
| ------ | ------------------------------------- | --- | ---------------------------------------------- | ---------------------------------------- | --- | ------------------------------------------ | ----------------------------- | ----------------------------- |
|        | Cocó de la Gralla                     | Mas de Barberans                                                                                         | jaciment arqueològic                           |                                          | 40° 43′ 20″ N, 0° 19′ 50″ E / 40.722317°N,0.330526°E ca:Barranc de Montpou 470 msnm                       | bé cultural d'interès nacional             | Cocó de la Gralla             | Modifica les dades a Wikidata |
|        | Forat de la Vella                     | Mas de Barberans                                                                                         | arc natural cova                               |                                          | 40° 44′ 46″ N, 0° 19′ 51″ E / 40.7460651878477°N,0.330827972148988°E                                      |                                            | Forat de la Vella             | Modifica les dades a Wikidata |
|        | Mas de Barberans                      | Mas de Barberans                                                                                         | entitat singular de població capital municipal | 546 hab                                  | 40° 44′ 00″ N, 0° 22′ 00″ E / 40.73333°N,0.36667°E 340 msnm                                               |                                            |                               | Modifica les dades a Wikidata |
|        | Mitamplana                            | Mas de Barberans                                                                                         | indret                                         |                                          | 40° 43′ 00″ N, 0° 25′ 00″ E / 40.716667°N,0.416667°E                                                      |                                            |                               | Modifica les dades a Wikidata |
|        | Museu de la Pauma                     | Mas de Barberans                                                                                         | museu                                          |                                          | 40° 44′ 05″ N, 0° 22′ 26″ E / 40.73478611°N,0.37386667°E ca:Clavell, 52                                   |                                            | Museu de la Pauma             | Modifica les dades a Wikidata |
|        | Parc natural dels Ports               | Arnes Horta de Sant Joan Prat de Comte Alfara de Carles Paüls Roquetes Tortosa Mas de Barberans la Sénia | parc natural àrea protegida parc natural       | 2001 Superfície: 35050 35404.4537ha      | 40° 48′ 28″ N, 0° 19′ 07″ E / 40.80783056°N,0.31860278°E                                                  |                                            | Els Ports Natural Park        | Modifica les dades a Wikidata |
|        | Portelles                             | Mas de Barberans                                                                                         | vèrtex geodèsic                                | Alt: 1.2m                                | 40° 42′ 46″ N, 0° 18′ 23″ E / 40.712775°N,0.306336°E 1100.018 msnm                                        |                                            |                               | Modifica les dades a Wikidata |
|        | Sant Marc de Mas de Barberans         | Mas de Barberans                                                                                         | església                                       | Estil: arquitectura barroca 18th century | 40° 44′ 05″ N, 0° 22′ 27″ E / 40.734771°N,0.374077°E ca:Pl. de l'Església, 1 344 msnm                     | bé cultural d'interès local                | Sant Marc de Mas de Barberans | Modifica les dades a Wikidata |
|        | barraca de pedra en sec               | Mas de Barberans                                                                                         | barraca de vinya                               | Estil: arquitectura popular              | 40° 43′ 53″ N, 0° 23′ 22″ E / 40.73136°N,0.38945°E                                                        | bé integrant del patrimoni cultural català |                               | Modifica les dades a Wikidata |
|        | barranc de la Galera                  | Roquetes Mas de Barberans la Galera Godall Masdenverge Tortosa                                           | curs d'aigua                                   | Desemboca: Ebre                          | 40° 46′ 20″ N, 0° 17′ 18″ E / 40.772219°N,0.288423°E 40° 45′ 17″ N, 0° 32′ 41″ E / 40.754681°N,0.544711°E |                                            |                               | Modifica les dades a Wikidata |
|        | casa consistorial de Mas de Barberans | Mas de Barberans                                                                                         | casa consistorial                              |                                          | 40° 44′ 09″ N, 0° 22′ 26″ E / 40.7357496°N,0.3739006°E                                                    |                                            |                               | Modifica les dades a Wikidata |
|        | el Carrascal                          | Mas de Barberans                                                                                         | nucli de població                              | Estil: arquitectura popular              | 40° 41′ 41″ N, 0° 20′ 08″ E / 40.6947°N,0.335453°E                                                        | bé integrant del patrimoni cultural català |                               | Modifica les dades a Wikidata |